# 9636 Emanuelaspessot
9636 Emanuelaspessot è un asteroide della fascia principale. Scoperto nel 1993, presenta un'orbita caratterizzata da un semiasse maggiore pari a 3,1781698 au e da un'eccentricità di 0,0474972, inclinata di 15,81901° rispetto all'eclittica.